# 利波韋齊 (卡哈爾雷克區)
49°47′15″N 30°53′13″E / 49.78750°N 30.88694°E

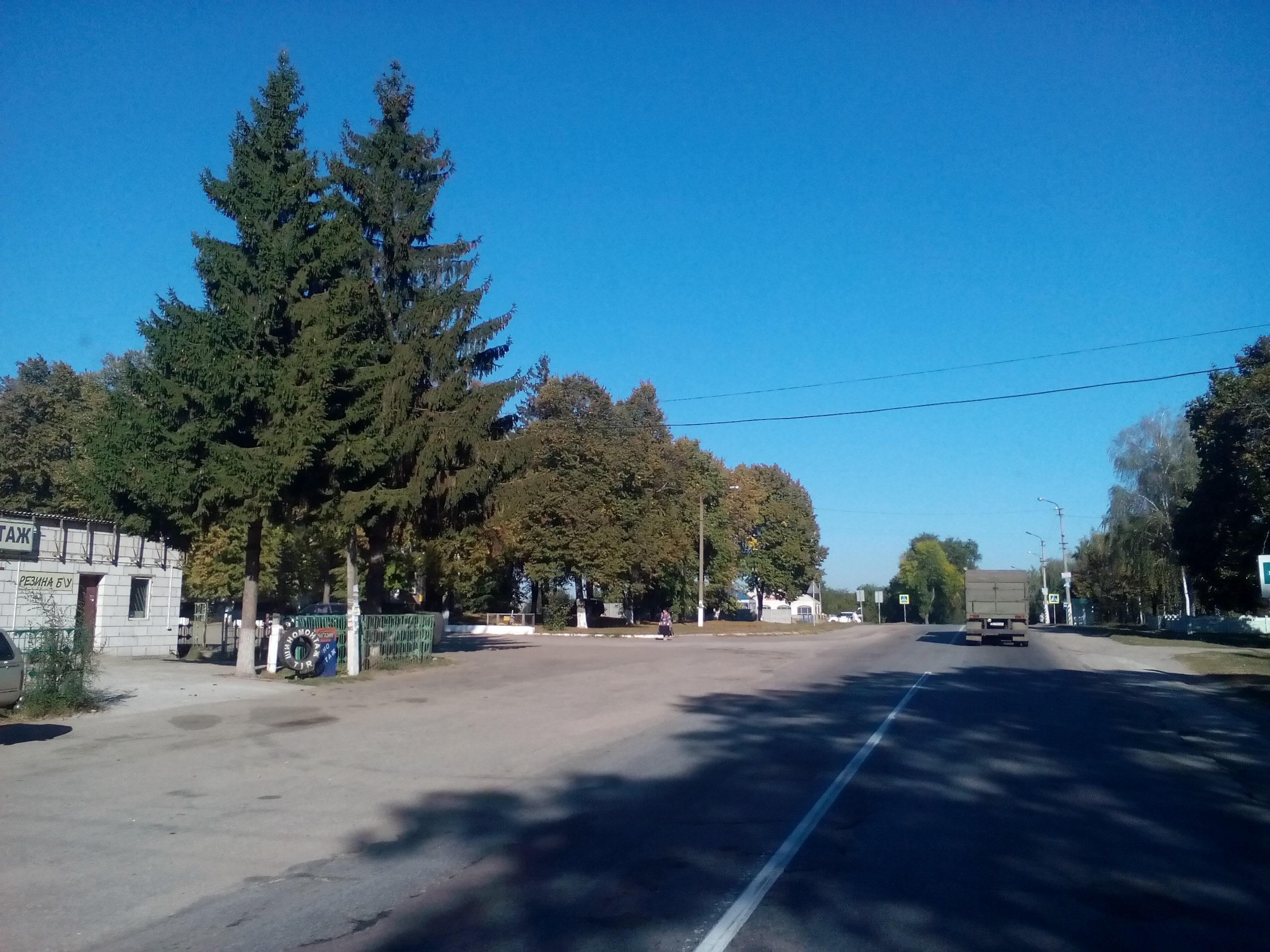

利波韋茨（烏克蘭語：Липовець）是位於烏克蘭北部的村莊，由基辅州奧布希夫區的卡哈爾利克市鎮負責管轄。該村面積3.73平方公里，海拔高度147米，2001年人口552，人口密度每平方公里147.8人。